# Branca de Monferrato
Branca de Monferrato, Bianca de Monferrato ou Branca Paleóloga de Monferrato (em italiano: Bianca dei Paleologi di Monferrato; 1472 — 30 de março de 1519) foi duquesa consorte de Saboia e rainha titular de Chipre, Armênia e Jerusalém, através do casamento com Carlos I, Duque de Saboia. Era filha do marquês Guilherme VIII de Monferrato e de sua segunda esposa, Isabel Sforza. 
Após a morte do marido, foi regente do ducado de 1490 a 1496.

## Família
Seus avós paternos eram o marquês João Jaime de Monferrato e Joana de Saboia. Seus avós maternos eram Francisco Sforza, Duque de Milão e sua segunda esposa, Branca Maria Visconti, de quem Branca recebeu o nome.

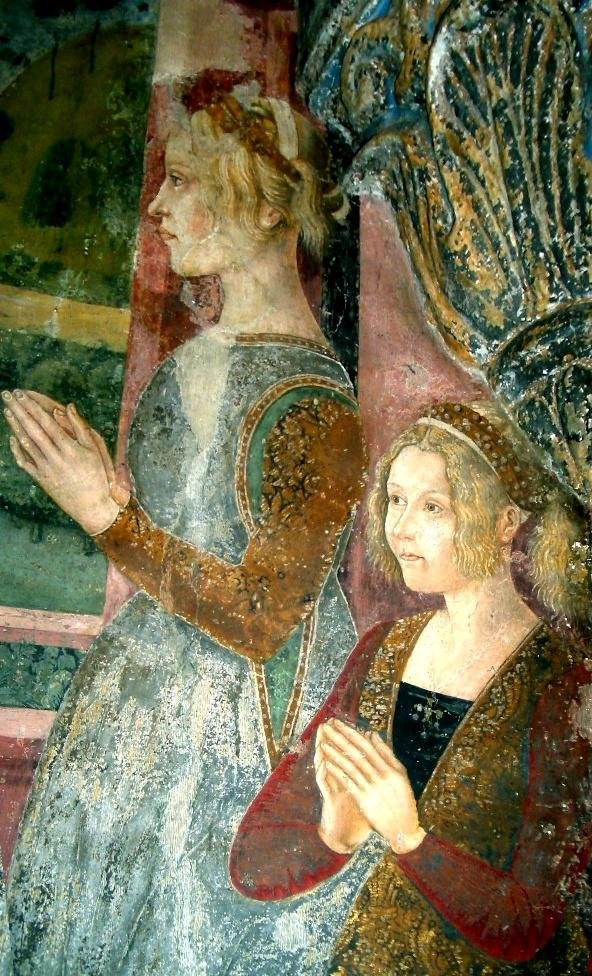
Representação de Branca e sua irmã, Joana, em detalhe do fresco O Martírio de Santa Margarida pintado entre 1474 e 1479 pelo Mestre de Crea localizado no santuário de Sacro Monte di Crea, em Serralunga di Crea.

Branca era descendente do imperador bizantino Andrónico II Paleólogo e de sua esposa Irene de Monferrato através da linhagem paterna.
Tinha uma irmã integral mais nova, Joana, esposa de Ludovico II, marquês de Saluzzo, e duas meia-irmãs por parte de pai e de amante desconhecida: Lucrécia, senhora de Bistagno, Monastero, Cassinasco e San Giorgo, foi casada duas vezes: primeiro com João Bartolomeu, marquês de Caretto e depois com Reinaldo de Este, filho ilegítimo de Nicolau III de Este, marquês de Ferrara; e Margarida, esposa de Heitor Aynard, senhor de Montfort.

## Casamento
Branca se casou com o duque Carlos em 1 abril de 1485. Ele era filho de Amadeu IX, Duque de Saboia e da princesa Iolanda da França.
Carlos morreu em 13 de março de 1490, em Pinerolo. Branca, então, passou a governar em nome do filho mais novo, Carlos II.
Porém, a regência durou pouco pois em 1496, Carlos morreu com apenas sete anos de idade.

### Filhos
- Iolanda Luísa de Saboia (Turim, 2 de julho de 1487 - Genebra, 13 de setembro de 1499), se casou com Felisberto II, Duque de Saboia como sua primeira esposa, mas morreu sem filhos;
- Carlos II, Duque de Saboia (24 de junho de 1489 - 16 de abril de 1496), sucessor do pai como duque de Saboia e rei titular. Não se casou ou teve filhos.

## Morte
Em seu testamento de 12 de fevereiro de 1519, ela nomeou o filho Carlos como herdeiro, e declarou seu desejo de ser enterrada na Igreja da Virgem Maria, em Carignano.